# فدراسیون ملی پنج‌گانه مدرن ارمنستان
فدراسیون پنج‌گانه مدرن جمهوری ارمنستان (ارمنی: Հայաստանի ժամանակակից հնգամարտի ազգային ֆեդերացիա) که با نام فدراسیون پنج‌گانه مدرن ارمنستان نیز شناخته می‌شود، نهاد تنظیم‌کننده ورزش پنج‌گانه مدرن در ارمنستان می‌باشد که توسط کمیته المپیک ارمنستان اداره می‌شود و مقر آن در شهر ایروان واقع شده است.

## تاریخچه
ریاست فعلی آن را آرتاک نیکوغوسیان برعهده دارد. این فدراسیون عضو کامل اتحادیه جهانی پنج‌گانه مدرن می‌باشد.
ورزشکاران پنج‌گانه مدرن ارمنستانی در مسابقات قهرمانی در سطوح مختلف اروپایی و بین‌المللی از جمله در مسابقات قهرمانی جهانی و بازی‌های المپیک تابستانی شرکت می‌کنند.

## فعالیت‌ها
تور شهری دوی لیزری اتحادیه جهانی پنج‌گانه مدرن ۲۰۱۹ (The 2019 UIPM Global Laser Run City Tour) به میزبانی این فدراسیون در ایروان برگزار شد. 